# División Palermo
División Palermo é uma série de televisão argentina criada por Santiago Korovsky. Produzida pela K&S Films e distribuída pela Netflix, a série acompanha um grupo de pessoas que representam minorias sociais e são contratadas para formar uma guarda de proteção de bairro.
A trama critica o tokenismo nas organizações, utilizando um roteiro que ressignifica o humor ofensivo para questionar empresas e governos que discriminam minorias. O título da série é inspirado no bairro de Palermo, em Buenos Aires. 
Em novembro de 2024, a série venceu o prêmio de Melhor Comédia no 52º Emmy Internacional.

## Elenco

### Principal
- Santiago Korovsky como Felipe Rozenfeld
- Daniel Hendler como Miguel Rossi
- Pilar Gamboa como Sofía Vega
- Marcelo Subiotto como Julio García Reynoso
- Martín Garabal como Esteban Vargas
- Charo López como Paloma Palo Gutiérrez
- Julio Marticorena como Bernardo Romero Zimmerman
- Valeria Licciardi como Vivianne
- Facundo Bogarín como Edgardo Torres
- Nilda Sindaco como Betty
- Hernán Cuevas como Johnny De Moraes
- Renato Condorí Sangalli como Mario Quispe Gonzales

### Recorrente e convidados
- Carlos Belloso como Dogo
- Alan Sabbagh como Gabriel Kermann
- Iair Said como Ariel Kermann
- Fabián Arenillas como Daniel Rozenfeld
- Gabriela Izcovich como Adriana Rozenfeld
- Agustín Rittano como Franco Palacios
- Sergio Prina como Sergio Núñez
- Camila Peralta como Paula Pauli Martínez
- Mike Amigorena como Luis Mansardi
- Daniela Korovsky como Julieta Rozenfeld
- Valeria Lois como Carolina Pozzo
- Rafael Spregelburd como Osvaldo
- Chang Sung Kim como Chino
- Sang Min Lee como Chang-Cho
- Alicia Labraga como Judith

## Prêmios e indicações
| Ano  | Prêmio                        | Categoria      | Indicado         | Resultado |
| 2024 | 52º International Emmy Awards | Melhor Comédia | División Palermo | Venceu    |